# 日置市コミュニティバス
日置市コミュニティバス（ひおきしコミュニティバス）は、鹿児島県日置市が運行するコミュニティバスの総称。
なお、本項では伊集院・吹上地域で運行されている乗合タクシーについても詳述する。

## 概説
伊集院地域の1系統、東市来地域（愛称「こけけバス」）の2系統、日吉地域（愛称「ふれあいバス」）の4系統、吹上地域の3系統の4地域10系統からなる。

## 沿革
- 1997年8月 日吉町内循環バス「ふれあいバス」が運行開始。
- 2000年6月 吹上町内循環バス「吹上町コミュニティバス」が運行開始。
- 2004年8月 東市来町循環バス「こけけバス」が運行開始。
- 2005年5月 旧4町（伊集院町、東市来町、日吉町、吹上町）との新設合併に伴い、東市来町、日吉町、吹上町の各コミュニティバスを日置市コミュニティバスとして引き継ぐ。
- 2006年8月 伊集院地域コミュニティバスが運行開始。
- 2011年4月 伊集院地域と吹上地域の一部系統を休止、乗合タクシーの運行で代替。

## 系統一覧

### コミュニティバス

#### 伊集院地域
系統
毎日運行：市街地循環線（※ただし、第2火曜日と第4火曜日は運休） - （1日5便）
運賃
15歳以上100円（いわさきICカード･RapiCaともに利用可）
（※ただし、中学生以下および各種障害者手帳を提示された方は無料。）
運行主体
鹿児島交通（使用車両：日野レインボー）

#### 東市来地域こけけバス
系統
火曜日・木曜日・土曜日運行：湯之元 - 高山線 - （1日2往復）
月曜日・水曜日・金曜日運行：湯之元 - 上市来線 - （1日2往復）
運賃
15歳以上100円（いわさきICカード･RapiCaともに利用可）
（※ただし、中学生以下および各種障害者手帳を提示された方は無料。）
運行主体
鹿児島交通（使用車両：いすゞジャーニー）

#### 日吉地域ふれあいバス
系統
日吉支所 - 田平経由永吉麓 - （月曜日・水曜日 - 金曜日：1日2便/火曜日：1日3便）
並松十字路 - 日吉支所 - （月曜日 - 木曜日：1日1便/金曜日：1日2便）
市民病院 - 松山 - （月曜日 - 木曜日：1日2便/金曜日：1日3便）
永吉麓発田平経由 - 日吉支所 - （月曜日・水曜日 - 金曜日：1日1便/火曜日：1日2便）
（※ただし、土曜日・日曜日は全便運休となる。）
運賃
15歳以上100円（いわさきICカード･RapiCaともに利用可）
（※ただし、中学生以下および各種障害者手帳を提示された方は無料。）
運行主体
鹿児島交通

#### 吹上地域コミュニティバス
系統
月曜日・木曜日運行：永吉 - 小野線 - （1日2往復）
火曜日・金曜日運行：坊野 - 永吉線 - （1日2往復）
水曜日・土曜日運行：伊作 - 永吉線 - （1日2往復）
※ただし、祝日は運休となる。
運賃
15歳以上100円（いわさきICカード･RapiCaともに利用可）
※ただし、中学生以下および各種障害者手帳を提示した場合は無料。
運行主体
鹿児島交通

### 乗合タクシー

#### 伊集院地域
系統
①月曜日・木曜日運行：上神殿線 - （1日2往復）
①火曜日・金曜日運行：中川・郡線 - （1日2往復）
②月曜日・木曜日運行：竹之山・土橋線 - （1日2往復）
②火曜日・金曜日運行：上・下方眼線 - （1日2往復）
③月曜日・木曜日運行：恋之原線 - （1日2往復）
③火曜日・金曜日運行：久木野々線 - （1日2往復）
運賃
1便のご利用につき300円
（※ただし、各種障害者手帳を提示された方は100円引き。）
運行委託
伊集院タクシー・吉村タクシー・ひまわり交通の3社が路線ごとで担当。
(※4月～7月、8月～11月、12月～3月の4か月ごとで交代する。)

#### 吹上地域
系統
①月曜日・木曜日運行：平鹿倉・湯之元線 - （1日2往復）
①月曜日・木曜日運行：日添・田之尻線 - （1日2往復）
①火曜日・金曜日運行：藤元・野首線 - （1日2往復）
②月曜日・木曜日運行：和田線 - （1日2往復）
②火曜日・金曜日運行：坊野・田尻線 - （1日2往復）
運賃
1便のご利用につき300円
（※ただし、各種障害者手帳を提示された方は100円引き。）
運行委託
内田タクシー・湯の浦タクシーの2社が路線ごとで担当。
(※4月～9月、10月～3月の半年ごとで交代する。)